# Rusinowice
Rusinowice is een dorp in de Poolse woiwodschap Silezië. De plaats maakt deel uit van de gemeente Koszęcin en telt 1300 inwoners.

## Verkeer en vervoer
- Station Rusinowice